# Lierna
Lierna is een gemeente in de Italiaanse provincie Lecco (regio Lombardije) en telt 2088 inwoners (31-12-2004). De oppervlakte bedraagt 11,3 km², de bevolkingsdichtheid is 184 inwoners per km². 
In 1876 werd een Romeinse mozaïek vloer en veel Romeinse munten gevonden in Lierna, het Comomeer. Veel mensen denken nu dat de mozaïekvloer onderdeel was van de Villa Commedia.

## Demografie
Lierna telt ongeveer 902 huishoudens. Het aantal inwoners steeg in de periode 1991-2001 met 21,4% volgens cijfers uit de tienjaarlijkse volkstellingen van ISTAT.
| Jaar | Inwoneraantal |
| ---- | ------------- |
| 1991 | 1668          |
| 2001 | 2025          |

## Geografie
Lierna grenst aan de volgende gemeenten: Esino Lario, Mandello del Lario, Oliveto Lario, Varenna.
Abbadia Lariana · Airuno · Annone di Brianza · Ballabio · Barzago · Barzanò · Barzio · Bellano · Bosisio Parini · Brivio · Bulciago · Calco · Calolziocorte · Carenno · Casargo · Casatenovo · Cassago Brianza · Cassina Valsassina · Castello di Brianza · Cernusco Lombardone · Cesana Brianza · Civate · Colico · Colle Brianza · Cortenova · Costa Masnaga · Crandola Valsassina · Cremella · Cremeno · Dervio · Dolzago · Dorio · Ello · Erve · Esino Lario · Galbiate · Garbagnate Monastero · Garlate · Imbersago · Introbio · Introzzo · Lecco · Lierna · Lomagna · Malgrate · Mandello del Lario · Margno · Merate · Missaglia · Moggio · Molteno · Monte Marenzo · Montevecchia · Monticello Brianza · Morterone · Nibionno · Oggiono · Olgiate Molgora · Olginate · Oliveto Lario · Osnago · Paderno d'Adda · Pagnona · Parlasco · Pasturo · Perego · Perledo · Pescate · Premana · Primaluna · Robbiate · Rogeno · Rovagnate · Santa Maria Hoè · Sirone · Sirtori · Sueglio · Suello · Taceno · Torre de' Busi · Tremenico · Valgreghentino · Valmadrera · Varenna · Vendrogno · Vercurago · Verderio Inferiore · Verderio Superiore · Vestreno · Viganò